# 1940 Whipple
1940 Whipple (mednarodno ime je tudi 1940 Whipple) je asteroid v glavnem asteroidnem pasu.

## Odkritje
Asteroid so odkrili 2. februarja 1975 na Observatoriju Harvard (Kolidž Harvard). Asteroid je poimenovan po ameriškem astronomu Fredu Lawrenceu Whippleu (1906–2004).

## Značilnosti
Asteroid Whipple obkroži Sonce v 5,35 letih. Njegova tirnica ima izsrednost 0,069, nagnjena pa je za 6,552° proti ekliptiki. Premer asteroida je 33,9 km .